# Vînohradnîi Iar, Arbuzînka
Vînohradnîi Iar (în ucraineană Виноградний Яр) este un sat în comuna Sadove din raionul Arbuzînka, regiunea Mîkolaiiv, Ucraina.

## Demografie
Componența lingvistică a localității Vînohradnîi Iar
     Ucraineană (94,22%)
     Rusă (4,44%)
     Română (1,33%)
Conform recensământului din 2001, majoritatea populației localității Vînohradnîi Iar era vorbitoare de ucraineană (94,22%), existând în minoritate și vorbitori de rusă (4,44%) și română (1,33%).